# Ebolautbrottet i Zaire 1976

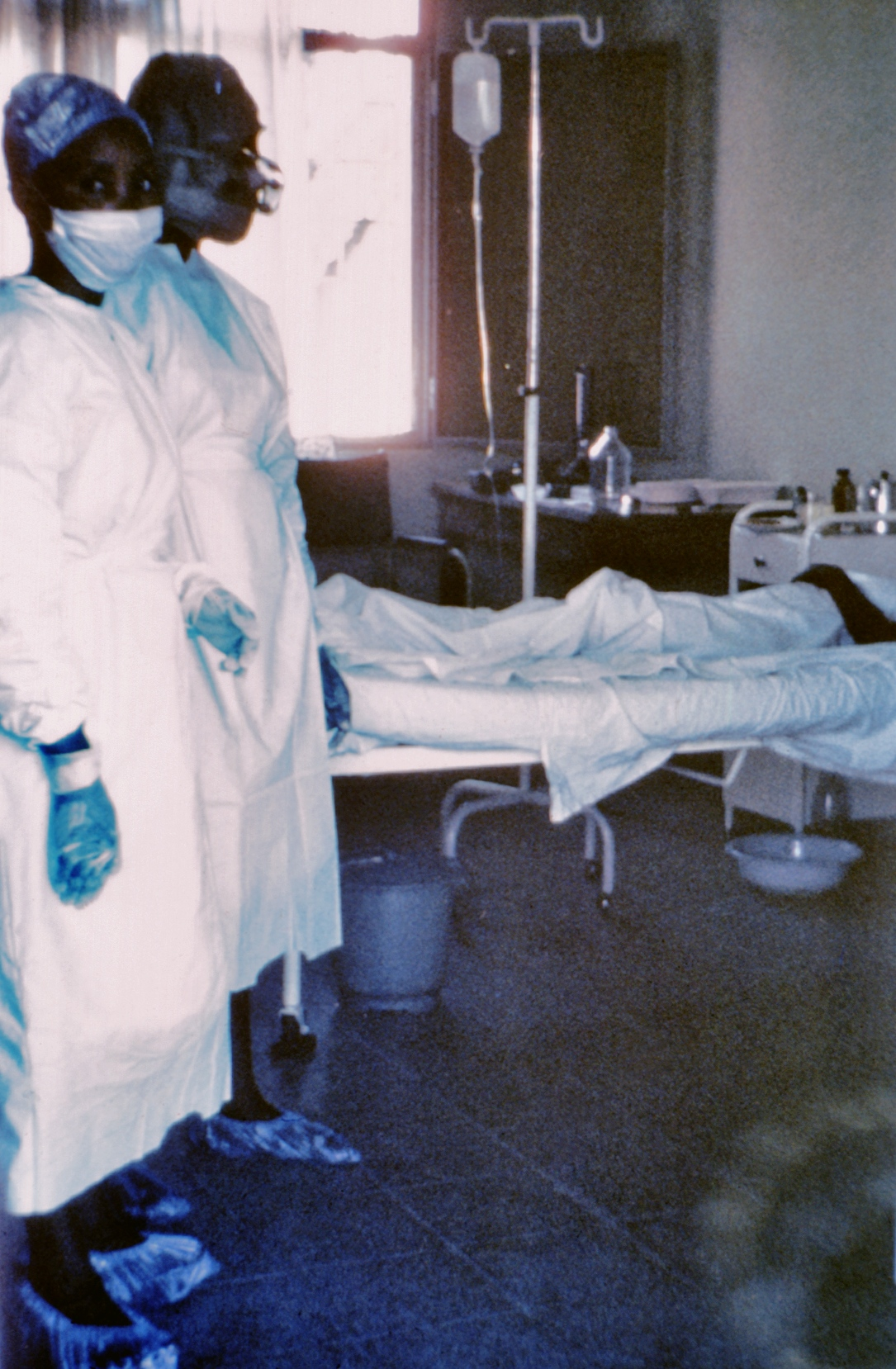
Två sköterskor står vid Mayinga N'Sekas sjukbädd i Kinshasa. Mayinga N'Seka flögs från Yambuku till huvudstaden för behandling, men dog i ebolafeber några dagar senare.

Ebolautbrottet i Zaire 1976 var det andra kartlagda utbrottet av ebolafeber bland människor. Detta utbrott orsakades av ebolavirus, medan ett utbrott i juni samma år i södra Sudan orsakade av närbesläktade sudanvirus.
Det första identifierade fallet i detta ebolautbrott är från den 26 augusti 1976 i byn Yambuku i Mongalaprovinsen i Zaire. Byn ligger 96 kilometer söder om floden Ebola. Det så kallade indexfallet var insjuknandet av rektorn i den lokala skolan, Mabalo Lokela, som hade varit på resa i området nära gränsen till Centralafrikanska republiken längs Ebolafloden tillsammans med en liten grupp personer från missionsstationen i Yambuku 10–12 augusti. Han blev sjuk den 26 augusti och diagnostiserades först som malariasjuk. Han kom tillbaka till missionssjukhuset den 1 september  med hög feber och återvände, sedan han rekommenderats vila, till sin hemby Yalikonde en kilometer från sjukhuset. 
Mabalo Lokela dog den 8 september. Den närmast följande patienten kom den 28 augusti, och sade sig vara från grannbyn Yandongi. Han lämnade sjukhuset med sjukdomssymptom den 30 augusti och hördes inte mera av. Samma dag lämnade en annan patient sjukhuset till sin hemby, där hon strax blev dödssjuk och vårdades av sin yngre syster. Hon dog den 7 september och systern den 9 september. Inom en vecka efter Mabalo Lokelas död fanns ett flertal patienter med ebola på Yambukus missionssjukhus. 
Det avlägset belägna katolska missionssjukhuset hade inga läkare och inget laboratorium. Patienterna behandlades av fyra belgiska nunnor, en präst, den kongolesiska sjuksköterskan Mayinga N'Seka och sju sjukvårdare. Den 12 september gjordes begäran om hjälp från Kinshasa och den 15 september kom  Mgoi Mushola som första läkare till Yambuku.  
Belgaren Peter Piot kom till Yambuko den 20 oktober 2014, tillsammans med bland andra William Close, för att arbeta med epidemin. Han drog slutsatsen att den åstadkommits av att nunnorna hade givit vitamininjektioner till gravida kvinnor på förlossningskliniken utan att ha steriliserat sprutor och nålar.
Sammanlagt räknades 318 fall in, med 280 döda. Missionsjukhuset fick stänga, sedan 11 anställda av totalt 17 hade avlidit, Två av de belgiska nunnorna och den kongolesiska sköterskan Mayinga N'Seka dog efter att ha flyttats till Kinshasa. Med hjälp från WHO kunde epidemin slutligen bringas under kontroll genom att sätta bybor i karantän i sina byar, sterilisera medicinsk utrustning och tillhandahålla personlig skyddsutrustning till vårdpersonalen. Det kongolesiska flygvapnet ombesörjde helikoptertransporter för besök i 550 närliggande byar av bekämpningsansvariga.